# Grofovija Pallars
Grofovija Pallars ili Pallás (katalonski: Comtat de Pallars, [kumˈtad də pəˈʎas]; lat.: Comitatus Pallariensis; šp.: Condado de Pallars) bila je srednjovjekovna de facto suverena državica čiji je glavni grad bio Sort.
Rana povijest Pallarsa je usko povezana s poviješću Ribagorze; ipak, čini se da se zapravo radi o legendi koju je zabilježio jedan redovnik 1078. god. On je zapisao da su jedan biskup i njegov brat grof, obojica iz Ribagorze, bili potomci Karla Velikog te su "osnovali" Pallars.
817. godine Pallars i Ribagorza su priključeni kraljevini Akvitaniji.
833. Aznar I. Galíndez od Urgella i Cerdanye uzurpirao je Pallars i Ribagorzu, ali je njima poslije zavladao grof Rajmond I.

## Grofovi Pallarsa
- Rajmond I.
- Lope I., sin Rajmonda I.
- Isarn, sin Rajmonda
- Rajmond II.
- Borrell I.
- Ermengol I.
- Suñer I., koji je podijelio Pallars na dva dijela[2]